# 啓徳体育園
啓徳体育園（カイタックたいいくえん）は、香港・九龍の啓徳に所在する香港最大の複合スポーツ施設。

## 概要

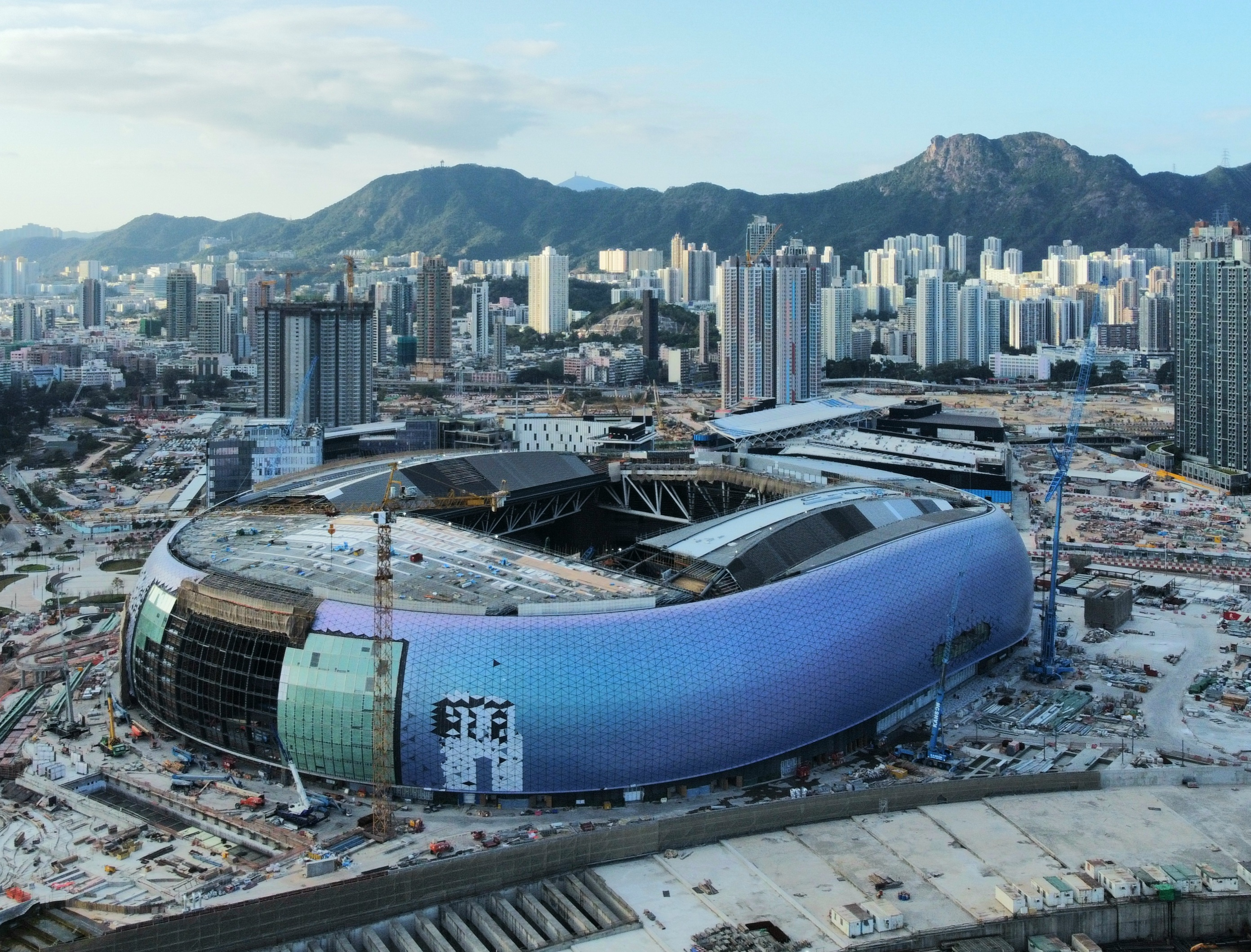
建設現場・2024年1月

5万人収容の多目的スタジアムなどがある。かつての啓徳空港北西部にあった駐車場跡地を再開発。香港最大のスポーツ施設。